# Хикори (Северная Каролина)
Хикори (англ. Hickory) — город в американском штате Северная Каролина, крупнейший населённый пункт округа Катоба. В 2006 году в городе проживало 50 583 человека. Население агломерации — 341 851 человек. Является крупным промышленным центром мебельного производства.